# Piedras Blancas (España)
Piedras Blancas (en asturiano y oficialmente Piedrasblancas) es un lugar de la parroquia de Laspra, en el concejo asturiano de Castrillón, España. Cuenta con categoría histórica de villa, y es la capital de dicho concejo.
Alberga una población de 9280 habitantes (INE 2022) y es la capital del concejo de Castrillón, donde se ubica la sede de la administración y la gran mayoría de servicios municipales.

## Historia
Sufrió un aumento progresivo de su población en la segunda mitad del siglo XX debido, principalmente, al desarrollo industrial de la comarca de Avilés, que provocó la llegada de población procedente de otras zonas de Asturias y de España.

### Lugares de interés
- Antiguo ayuntamiento (1898), hoy biblioteca
- Iglesia de Santa María (1966)
- Antiguas escuelas Nacionales, (1950) actual Escuela Infanta Leonor
- Antiguo Cuartel Guardia Civil (1900)